# Joan Baez (album)
Pour les articles homonymes, voir Baez.
Albums de Joan Baez
Joan Baez, Vol. 2
(1961)
Joan Baez est le premier album de la chanteuse américaine Joan Baez. Il est sorti fin 1960 sur le label Vanguard Records.
Cet album, considéré aujourd'hui comme un des plus importants de l'histoire de la musique américaine, ne rencontra le succès qu'après la sortie de l'album suivant, Joan Baez, Vol. 2. Il se compose en majorité de chansons anciennes, telles Mary Hamilton (Écosse du XVIe siècle), Henry Martin et John Riley (XVIIe siècle). Ces chansons seront reprises par tous les chanteurs en herbe des cafés d'Amérique, et toute la scène rock : Bob Dylan et The Animals pour The House of the Rising Sun, ou The Byrds pour John Riley. John Baez a enregistré cet album dans la salle de bal d'un hôtel de New-York en quatre jours pour le label Vanguard Records. Elle avait 19 ans. Il correspond à son tour de chant de l'époque.
Il est cité dans l'ouvrage de référence de Robert Dimery Les 1001 albums qu'il faut avoir écoutés dans sa vie.
En 2011, l'album reçoit le Grammy Hall of Fame Award. En 2014, il est inscrit au registre national des enregistrements (National Recording Registry) de la bibliothèque du Congrès à Washington.

## Titres
Toutes les chansons sont des morceaux traditionnels arrangés par Joan Baez, sauf mention contraire.
| No | Titre                              | Auteur                                                            | Durée |
| -- | ---------------------------------- | ----------------------------------------------------------------- | ----- |
| 1. | Silver Dagger                      |                                                                   | 2:29  |
| 2. | East Virginia                      |                                                                   | 3:42  |
| 3. | Fare Thee Well (10,000 Miles) (en) | traditionnel arrangé par David Gude                               | 3:18  |
| 4. | House of the Rising Sun            |                                                                   | 2:54  |
| 5. | All My Trials (en)                 |                                                                   | 4:38  |
| 6. | Wildwood Flower (en)               |                                                                   | 2:34  |
| 7. | Donna Donna                        | Sholom Secunda, Aaron Zeitlin (en), Arthur Kevess, Teddi Schwartz | 3:12  |

| 8.  | John Riley            |                       | 3:51 |
| 9.  | Rake and Rambling Boy |                       | 1:57 |
| 10. | Little Moses          |                       | 3:27 |
| 11. | Mary Hamilton         |                       | 5:54 |
| 12. | Henry Martin (en)     |                       | 4:11 |
| 13. | El Preso Numero Nueve | Roberto Cantoral (en) | 2:47 |

## Certifications
| Pays              | Certification | Date       |
| ----------------- | ------------- | ---------- |
| États-Unis (RIAA) | Or            | 29/01/1966 |
| Royaume-Uni (BPI) | Argent        | 19/07/1978 |